# Đoàn Cố vấn Việt Nam Đại học Tiểu bang Michigan
Đoàn Cố vấn Việt Nam Đại học Tiểu bang Michigan (tiếng Anh: Michigan State University Vietnam Advisory Group, thường gọi là Đoàn Đại học Tiểu bang Michigan và viết tắt là MSUG) là một chương trình hỗ trợ kỹ thuật được cung cấp cho chính phủ Việt Nam Cộng hòa trong nỗ lực xây dựng nhà nước của Bộ Ngoại giao Hoa Kỳ.
Từ năm 1955 đến năm 1962, theo hợp đồng với Cơ quan Hợp tác Quốc tế ở Washington và chính phủ Việt Nam Cộng hòa ở Sài Gòn, nhóm giảng viên và nhân viên của Đại học Tiểu bang Michigan đã tư vấn cho các cơ quan của chế độ Ngô Đình Diệm. Nhóm này giúp tư vấn và đào tạo nhân sự người Việt Nam về các lĩnh vực hành chính công, hành chính cảnh sát và kinh tế. MSUG làm việc độc lập với hầu hết các cơ quan chính phủ Mỹ, có quyền tiếp cận tổng thống chưa từng có và thậm chí còn hỗ trợ soạn thảo bản hiến pháp mới của đất nước. Một số đề xuất của MSUG được Chính phủ Việt Nam Cộng hòa thực hiện và mang lại kết quả tích cực cho người dân Việt Nam. Tuy nhiên, nhóm có ảnh hưởng hạn chế đến việc ra quyết định của Tổng thống Diệm và diễn biến các sự kiện ở Việt Nam, và các ấn phẩm của những giảng viên bất mãn đã dẫn đến việc Tổng thống Diệm chấm dứt hợp đồng.
Sau đó, khi nảy sinh những ám chỉ rằng CIA đã thâm nhập vào MSUG như một bình phong cho các hoạt động bí mật của cơ quan, chương trình hỗ trợ kỹ thuật đã trở thành một nguyên nhân gây xôn xao dư luận trong những năm đầu của phong trào phản chiến về sau.

## Khởi động và triển khai dự án

Wesley R. Fishel (trái) tiếp kiến Ngô Đình Diệm

Trong thời gian tự lưu vong vào đầu thập niên 1950, Ngô Đình Diệm đã gặp mặt và kết bạn với Wesley R. Fishel, một cựu chuyên gia ngôn ngữ quân sự có bằng tiến sĩ về quan hệ quốc tế tại Đại học Chicago. Fishel "bị ấn tượng [với] quan điểm chống cộng và cải cách chính trị xã hội của Diệm, và hai người thường xuyên trao đổi thư từ". Khi Fishel được tuyển mộ vào năm 1951 với tư cách là trợ lý giáo sư khoa học chính trị tại Đại học Tiểu bang Michigan, ông đã mời Diệm tham gia cùng mình. Hai năm sau, trên cương vị là trợ lý giám đốc Cục Nghiên cứu Chính phủ của trường đại học, Fishel bèn bổ nhiệm Diệm làm cố vấn về Đông Nam Á của cơ quan này.
Kết quả mang tính cộng sinh: chuyến thăm nước Mỹ của Diệm đã giúp ông xây dựng được sự ủng hộ chính trị cần thiết để được bổ nhiệm làm Thủ tướng Quốc gia Việt Nam vào tháng 7 năm 1954; đến lượt Fishel trở thành một trong những cố vấn và người bạn tâm giao thân cận nhất của Diệm. Theo gợi ý của Fishel và đã biết rõ về khả năng của MSU, Diệm đề nghị một phần gói viện trợ của mình từ Cơ quan Hợp tác Quốc tế Hoa Kỳ bao gồm bản hợp đồng "hỗ trợ kỹ thuật" với Đại học Tiểu bang Michigan. Do đó, MSU được yêu cầu sử dụng chuyên môn hòng giúp ổn định nền kinh tế Việt Nam, cải thiện bộ máy quan liêu của chính phủ và kiểm soát cuộc nổi dậy của cộng sản đang diễn ra.
Đại học Tiểu bang Michigan, thuộc loại đại học tiên phong được cấp đất, ngay từ khi thành lập đã tin tưởng vào việc biến lý thuyết thành thực tiễn; ví dụ, dịch vụ khuyến nông của họ giúp cung cấp kết quả nghiên cứu của mình cho nông dân trên khắp bang Michigan để họ sử dụng trong thực tế. Vì sự nhấn mạnh vào giáo dục thực tế và sự tham gia của cộng đồng, nhà trường đã tuyên bố một cách chính đáng rằng "đây mới là cơ sở của chúng tôi". Hiệu trưởng Đại học John A. Hannah nói riêng là người đề xuất chính cho cái gọi là tổ chức định hướng dịch vụ; đối với ông, đó là bước đi hợp lý tiếp theo để mở rộng vai trò đó trên phạm vi quốc tế và tuyên bố không hề cường điệu rằng "thế giới là cơ sở của chúng tôi".
Khi đề nghị hỗ trợ được gửi qua các kênh của chính phủ Mỹ, Hannah, người chống cộng kiên quyết, rất quan tâm đến việc theo đuổi bản hợp đồng này. Ông cử một nhóm đánh giá nhỏ tới Việt Nam, bao gồm ba chủ nhiệm khoa tham gia—Edward W. Weidner (khoa học chính trị), Arthur F. Brandstatter (hành chính cảnh sát) và Charles C. Killingsworth (kinh tế)—cùng với James H. Dennison, trưởng phòng quan hệ công chúng của trường đại học và trợ lý hành chính của Hannah. Sau chuyến thăm ngắn kéo dài hai tuần, bốn thành viên nêu trên đã báo cáo vào tháng 10 năm 1954 rằng tình trạng khẩn cấp đang tồn tại ở Việt Nam và khuyến nghị nên thực hiện dự án này ngay lập tức. Báo cáo nêu rõ rằng mặc dù thời gian chuẩn bị ngắn có thể dẫn đến sai sót, nhưng "điều quan trọng là... phải thực hiện một chương trình theo cách có ít nhất cơ hội thành công hợp lý". Hannah đã phê duyệt bản hợp đồng này, thành lập Đoàn Đại học Tiểu bang Michigan, sẽ hoạt động dưới sự ủy quyền của Phái bộ Viện trợ Hoa Kỳ (USOM) thuộc Đại sứ quán Mỹ. Hannah cũng xác nhận đề nghị của Weidner rằng Fishel được bổ nhiệm làm người đứng đầu dự án, chức vụ mà Fishel từng nắm giữ từ khi bắt đầu dự án cho đến đầu năm 1958.
Nhân viên MSUG có nhiều lý do để tình nguyện tham gia công tác ở nước ngoài này, mỗi lý do đều phản ánh động lực của trường đại học đối với toàn bộ dự án MSUG: như một nghĩa vụ đạo đức, hỗ trợ một quốc gia non trẻ đang gặp khó khăn; dưới dạng công cụ trong chính sách đối ngoại của Hoa Kỳ, nhằm ngăn chặn sự phát triển của "chủ nghĩa đế quốc cộng sản"; và kiểu như bài tập học thuật, để kiểm tra các khái niệm lý thuyết của họ trong một "phòng thí nghiệm" của thế giới thực. Khuyến khích trả lương "gay go" và các khoản phụ cấp khác gần gấp đôi lương của giáo sư (miễn thuế), cùng với triển vọng thăng tiến cá nhân trong hàng ngũ học viện, cũng rất thuyết phục.

## Giai đoạn thứ nhất: 1955–1957
Hợp đồng hai năm đầu tiên bắt đầu khi đội ngũ giáo sư và nhân viên đầu tiên đến Sài Gòn vào ngày 20 tháng 5 năm 1955. Họ phát hiện ra cả thành phố này đang bị lôi kéo vào một cuộc nổi dậy phản kháng chính phủ quốc gia của phe Bình Xuyên, với pháo kích và giao tranh trên đường phố đe dọa không chỉ nơi ở chính thức của Diệm mà còn cả khách sạn nơi nhân viên MSUG đang tạm trú. Vào lúc sự xáo trộn này lên đến cao điểm, các phòng khách sạn thường bị lục soát và cướp bóc, và một số giáo sư bị mất hết tài sản. Những chương trình học tập dự định của MSUG đã bị tạm dừng và trọng tâm của họ nhanh chóng chuyển sang cải thiện dịch vụ cảnh sát và quản lý chính quyền khu vực.

### Phủ Tổng ủy Di cư Tị nạn
Mối quan tâm trước mắt của Diệm là biến động xã hội do khoảng 900.000 người chạy trốn khỏi miền Bắc cộng sản trong thời gian 300 ngày "di chuyển tự do" theo Hiệp định Genève năm 1954. Dòng người khổng lồ đòi hỏi cả dịch vụ tái định cư và xây dựng cơ sở hạ tầng, do cơ quan chính phủ có tên Phủ Tổng ủy Di cư Tị nạn (COMIGAL) cung cấp. MSUG đã tư vấn cho Phủ Tổng ủy Di cư Tị nạn đến mức trong những tháng đầu tiên của chương trình, các hoạt động theo đuổi khác đều bị gạt sang một bên.
Một trong những đề xuất của MSUG có kết quả tích cực là ý tưởng phân cấp bộ máy quan liêu cho Phủ Tổng ủy Di cư Tị nạn. Bằng cách phân bổ các cơ quan nhỏ khắp các làng xã, Phủ Tổng ủy Di cư Tị nạn đã có thể cải thiện khả năng đáp ứng của các cơ quan đó. Nguồn tài trợ cho các dự án cơ sở hạ tầng thường được Sài Gòn phê duyệt trong vòng chưa đầy hai tuần, và những cơ quan này có thể làm việc trực tiếp với giới lãnh đạo địa phương khiến họ cảm thấy rằng ý kiến đóng góp và sự tham gia của họ là quan trọng.
Mặt khác, MSUG đã không thể thuyết phục Diệm về tính hợp lệ của các yêu sách đất đai của người Thượng, bộ lạc bản địa ở Tây Nguyên của Việt Nam. Hàng nghìn di dân tị nạn, với sự chấp thuận và khuyến khích của chính phủ, trở thành những người chiếm đất lâu dài trên những vùng đất "đã được dân chúng vùng cao nguyên khai phá để trồng trọt". Một phần mục đích của Diệm hòng tạo ra một "bức tường nhân đạo" gồm những người định cư có thiện cảm, chủ yếu là dân Công giáo, chống lại sự xâm nhập của cộng sản từ miền Bắc Việt Nam và Campuchia gần đó. Tuy vậy, cả người Thượng và đa số Phật tử đều phẫn nộ trước việc bị chế độ Công giáo cai trị, vốn chỉ là một nhóm tôn giáo thiểu số mà họ coi là tàn dư không hề nao núng dưới thời Pháp thuộc. Phe đối lập và sự đàn áp tàn nhẫn của Diệm đã đẩy các nhóm này tới chỗ nổi dậy hơn nữa và kết cục cuối cùng là sự cai trị của cộng sản.

### Học viện Quốc gia Hành chánh
Ngay cả khoảng thời gian của MSU bị hoạt động hỗ trợ dân tị nạn độc chiếm, nhóm vẫn theo đuổi một phần mục tiêu học thuật của mình. Với tư cách là khía cạnh "hành chính công" trong bản hợp đồng, MSUG đã thiết kế, tài trợ và thực hiện việc mở rộng Học viện Quốc gia Hành chánh (NIA), một trường đào tạo công chức. Học viện Quốc gia Hành chánh khởi đầu là một trường đào tạo hai năm tại thành phố nghỉ dưỡng Đà Lạt vào tháng 1 năm 1953. Theo đề nghị của MSUG, trường được chuyển đến Sài Gòn và dần dần mở rộng thành chương trình bốn năm.
Cùng với sự hỗ trợ trong việc phát triển cơ sở mới ở Sài Gòn và các lớp giảng dạy, MSUG đã góp phần mở rộng đáng kể thư viện NIA, mà cho đến năm 1962 chứa tới hơn 22.000 cuốn sách và tài liệu khác. Thư viện này được coi là một trong những thành công lớn nhất của MSUG và mối quan hệ liên kết với NIA là dự án tồn tại lâu nhất trong số các dự án MSUG. Tuy vậy, tính hữu dụng của thư viện bị ảnh hưởng bởi một thực tế đơn giản là hầu hết các tài liệu của nó đều viết bằng tiếng Anh, thay vì tiếng Việt hoặc tiếng Pháp, và khi kết thúc hợp đồng MSUG, thư viện đang bị đe dọa bởi khả năng tiếp cận hạn chế, bảo trì kém và thiếu nhân sự người Việt có trình độ để vào làm nhân viên tại đây.

### Bộ máy hành chính cảnh sát
Khía cạnh có ảnh hưởng nhất và gây tranh cãi nhất về hỗ trợ kỹ thuật của MSUG là trong lĩnh vực quản lý hành chính cảnh sát. Nhóm này không chỉ cung cấp dịch vụ tư vấn và đào tạo mà còn cung cấp hỗ trợ vật chất. Nhìn chung, MSUG chịu trách nhiệm phân phối viện trợ của Hoa Kỳ thông qua USOM cho đến năm 1959, khi USOM thành lập đội ngũ cảnh sát của riêng mình. Nhân viên của MSUG đóng vai trò là nhà tư vấn để xác định nhu cầu của các nhóm cảnh sát và sau đó tự mình thực hiện việc mua sắm. Trang thiết bị bao gồm "súng ngắn ổ xoay, súng chống bạo động, đạn dược, hơi cay, xe jeep và các phương tiện khác, còng tay, thiết bị văn phòng, đèn giao thông và thiết bị liên lạc".
MSUG về sau ra sức đào tạo nhân viên Việt Nam cách sử dụng và bảo trì thiết bị. Nói chung, MSUG đã đào tạo đội ngũ giảng viên để sau này họ có thể chỉ dạy những người khác; chỉ dẫn trực tiếp, ngoại trừ những trường hợp đặc biệt như huấn luyện súng ngắn ổ xoay cho lực lượng bảo vệ tổng thống, "chỉ được thực hiện như một biện pháp tạm thời". Dự án quản lý cảnh sát phần lớn đã thành công vì việc đào tạo dựa trên màn trình diễn khâu thực hành nên mang tính tức thời và hữu hình hơn nhiều. Ngoài ra, các giảng viên Việt Nam do MSUG giảng dạy cũng nhanh chóng tự mình đào tạo. Đồng thời, các buổi học về nguyên tắc thủ tục và lý thuyết của cảnh sát gặp phải một số vấn đề đã hạn chế sự thành công của chúng. Rất ít giáo sư của MSUG nói được tiếng Việt hoặc tiếng Pháp, dẫn đến công việc dịch thuật bị chậm trễ và thiếu sót thông tin. Ngoài ra, các bài giảng kiểu Mỹ còn là nguyên nhân gây bất hòa cho sinh viên, tạo ra sự mâu thuẫn trong hệ thống pháp luật của Pháp. (Đó cũng là một vấn đề trong các lớp NIA do nhân viên MSUG giảng dạy.)
Hoạt động tư vấn và đào tạo về hành chính của cảnh sát đạt hiệu quả cao nhất với Sở Mật thám, cơ quan thực thi pháp luật quốc gia của Việt Nam, một phần vì hầu hết thiết bị đã được chuyển giao cho cơ quan này. Tương tự như vậy, các sở cảnh sát thành phố nhận được ít trang thiết bị hơn thì ít bị ảnh hưởng hơn. Sự cải thiện lớn nhất ở địa phương là việc kiểm soát giao thông ở Sài Gòn. Về phía dân vệ thì hầu như không có tác dụng gì.
Dân vệ là một tổ chức bán quân sự gồm 60.000 người mà MSUG hy vọng sẽ cải tổ thành một tổ chức giống với trang phục của cảnh sát tiểu bang Hoa Kỳ, một tổ chức quen thuộc với nhóm giáo sư. Điều đó sẽ kéo theo một tổ chức chủ yếu ở nông thôn mà các thành viên sẽ sống trong cộng đồng mà họ phục vụ. Tuy nhiên, Sài Gòn và Đoàn Cố vấn Viện trợ Quân sự Mỹ ưu tiên dân vệ là lực lượng bán quân sự được trang bị vũ khí mạnh hơn, được tổ chức thành các trung đoàn và sống trong các khu đồn trú, có thể thực hiện nhiệm vụ cảnh sát quốc gia và hỗ trợ quân đội quốc gia. Do sự bế tắc, rất ít trang thiết bị mà MSUG lên kế hoạch cho dân vệ được phân phối cho đến tận năm 1959, khiến lực lượng này không được chuẩn bị khi hành động nổi dậy lớn của cộng sản bắt đầu cùng năm.

### Vấn đề nhân sự của MSUG
Một trong những hạn chế của MSUG là trong nhiều trường hợp, trường đại học thiếu nhân lực để bố trí nhân sự cho dự án và tiếp tục các lớp học theo lịch trình ở East Lansing. Đó là trường hợp của MSUG, và nhóm buộc phải tuyển dụng rộng rãi bên ngoài trường đại học để hoàn thành hợp đồng với phía Việt Nam, thường cấp cho nhân viên mới cấp bậc học thuật (thường là trợ lý giáo sư hoặc giảng viên). Vấn đề nhân sự có lẽ có sự phân nhánh đáng kể nhất trong bộ phận quản lý cảnh sát. Mặc dù Trường Quản lý Cảnh sát và An toàn Công cộng Tiểu bang Michigan đã "được quốc tế công nhận trong thời kỳ chiến tranh lạnh", nhưng trường này thiếu kinh nghiệm trong các lĩnh vực rất cần thiết là phản gián và chống nổi dậy, và trưởng khoa Arthur Brandstatter đã phải thuê mướn nhân sự mới cho phù hợp. Vào lúc đạt đỉnh cao của dự án quản lý cảnh sát, chỉ có 4 trong số 33 cố vấn trường này từng là nhân viên của Đại học Tiểu bang Michigan trước MSUG, và nhiều người thậm chí chưa từng đến thăm cơ sở East Lansing.
Hóa ra, một số cố vấn cảnh sát này cũng từng làm việc cho Cơ quan Tình báo Trung ương. Họ thành lập một nhóm riêng, gầy dựng văn phòng riêng ngoài các nhân viên hành chính cảnh sát còn lại tại trụ sở MSUG ở Sài Gòn, "và chỉ chịu trách nhiệm trước Đại sứ quán Mỹ ở Sài Gòn". Các thành viên CIA đã làm việc chặt chẽ với một đơn vị an ninh đặc biệt của Sở Mật vụ từ năm 1955 đến năm 1959. Mặc dù trên danh nghĩa họ nằm dưới sự bảo trợ của MSUG, nhưng MSUG vẫn chưa biết cụ thể về các hoạt động của họ. (Hồ sơ MSUG "ủng hộ [sự] tranh luận rằng các đặc vụ không phải là gián điệp," nhưng hồ sơ của CIA vẫn được xếp loại mật.)
Sự tồn tại của nhóm CIA không bị nhân viên MSUG che giấu; ngược lại, đó là kiến thức phổ biến đối với nhóm giáo sư nếu không được thảo luận một cách cởi mở. Tổng quan về dự án năm 1965 khá thực tế về nó. Khi MSUG "buộc USOM thành lập một bộ phận an toàn công cộng của riêng mình vào tháng 7 năm 1959[,] USOM cũng đã tiếp thu vào thời điểm này đơn vị CIA đang hoạt động trong MSUG". Tuyên bố gần như trong ngoặc đơn đó sau này sẽ cung cấp thông tin động lực cho sự phơi bày mang tính giật gân.

## Giai đoạn thứ hai: 1957–1959
Hợp đồng hai năm được gia hạn vào năm 1957. Giai đoạn thứ hai của MSUG được đánh dấu bằng việc mở rộng phạm vi hoạt động, đặc biệt là trong chương trình giáo dục, đồng thời các cam kết an ninh của MSUG cũng tăng lên. "Đây là thời kỳ của những nhân viên Michigan có mặt khắp nơi." Tuy nhiên, ngay cả khi hoạt động của nhóm tăng lên, với đội ngũ nhân viên bao gồm đỉnh điểm toàn dự án là 52 người Mỹ và khoảng 150 người Việt Nam, MSUG hoạt động ở mức độ ảnh hưởng giảm. Đầu năm 1958, Wesley Fishel kết thúc nhiệm kỳ trưởng chương trình và trở về Mỹ. Với sự ra đi của Fishel, bữa sáng ba tuần một lần tại nhà tổng thống mà ông thưởng thức với Diệm đã kết thúc; nếu không được tiếp cận trực tiếp với tổng thống như vậy, ảnh hưởng của MSUG với chính quyền bị hạn chế một cách đáng kể. Cùng lúc đó, chính phủ Việt Nam Cộng hòa dần dần bắt đầu củng cố quyền lực trên toàn quốc và do đó "mất đi nhiều nhiệt huyết đổi mới."
Sau năm 1958, vai trò quản lý của cảnh sát gần như hoàn toàn là cố vấn, vì các giảng viên người Việt do MSUG đào tạo "lúc đó đang thực hiện chương trình riêng của họ." Trên cương vị là cố vấn, MSUG đã giúp Sở Mật thám, cơ quan này được đổi tên thành Cục Điều tra Việt Nam trong một nỗ lực nhằm giảm bớt hình ảnh tiêu cực của công chúng về cơ quan cảnh sát đặc biệt đó, nhằm thiết lập thẻ căn cước quốc gia, một chương trình được phát động vào năm 1959.

## Giai đoạn thứ ba: 1959–1962
Hợp đồng thứ ba bao gồm một phần nhỏ các hợp đồng trước đó; Công việc của MSUG hầu như chỉ liên quan đến NIA và các hoạt động học thuật. Một phần, đó là do USOM đã thành lập đơn vị cố vấn cảnh sát của riêng mình và đảm nhận vai trò này từ MSUG, đặc biệt là công việc với dân vệ, lực lượng đang trực tiếp chiến đấu với quân du kích cộng sản.
Việc gia hạn hợp đồng năm 1959 cũng có một điều khoản cho thấy Diệm ngày càng nhạy cảm với những lời chỉ trích: nó tuyên bố rằng hồ sơ và ghi chú cá nhân của nhân viên MSUG sẽ không được sử dụng "chống lại an ninh hoặc lợi ích của Việt Nam." Quy định đó đi ngược lại với điều khoản khái niệm về tự do học thuật, và một số giáo sư đã chọn cách phớt lờ nó. Ví dụ, nhà khoa học chính trị của MSU tên Robert Scigliano từng là trợ lý giám đốc dự án vào năm 1957–1959, từng viết một bài báo vào năm 1960 về các đảng phái chính trị ở miền Nam Việt Nam, kêu gọi sự chú ý đến việc Diệm đàn áp phe đối lập. Tổng thống Diệm cảm thấy khó chịu với bài báo này đến mức ông thấy phù hợp khi đề cập đến nó với Chủ tịch MSU Hannah lúc ông này đến thăm Việt Nam vào đầu năm 1961 và nói rằng đó "không phải là thứ mà ông thích thấy nhân viên MSU viết".
NIA, vào đầu năm 1961, đã đưa ra yêu cầu chính thức về việc gia hạn thêm ba năm cho đến ngày 30 tháng 6 năm 1962, ngày kết thúc hợp đồng MSUG thứ ba. MSU bày tỏ sự sẵn sàng theo đuổi một dự án nhỏ chỉ tập trung vào thể chế, nhưng điều đó đã không xảy ra.

## Bất đồng quan điểm và sa thải
Khi dự án tiến triển, sự lạc quan ban đầu của các giáo sư đã nhường chỗ cho những cân nhắc thực tế thường khiến họ thất vọng và vỡ mộng. MSUG thường xuyên nhận thấy những lời khuyên có thiện chí của mình bị bỏ qua hoàn toàn hoặc đồng ý trong thực tế; trong một ví dụ trong số nhiều ví dụ khác, Diệm đã sử dụng cơ quan đăng ký thẻ căn cước quốc gia của Sở Mật vụ hòng đàn áp những người bất đồng chính kiến với mình. Kết quả là, một số giáo sư trở về nhà sau chuyến công tác và bắt đầu viết các bài báo chỉ trích chế độ Diệm và sự can dự của Hoa Kỳ vào Việt Nam. Hai lần xuất hiện trên tạp chí The New Republic năm 1961 và dẫn đến sự kết thúc của MSUG.
Bài đầu tiên của Adrian Jaffe, giáo sư thỉnh giảng tiếng Anh tại Viện Đại học Sài Gòn, và Milton C. Taylor, nhà kinh tế học của MSUG, có tựa đề A Crumbling Bastion: Flattery and Lies Won't Save Vietnam và xuất hiện vào tháng 6 năm 1961. Đó là một bản cáo trạng gay gắt đối với chế độ Diệm. Mặc dù Jaffe và Taylor tỏ ra bẽn lẽn trong bài báo khi không nêu tên Fishel hay MSU, như thể mối liên kết học thuật của họ như được nêu trong dòng tít bên trang đầu tiên không phải là một sự hiển nhiên, nhưng họ không hề chỉ trích khi nói đến Diệm và gia đình ông: "Chính phủ Việt Nam là một chế độ độc tài tuyệt đối, hoàn toàn do Tổng thống nắm quyền điều hành, với sự trợ giúp của gia đình ông ta.... [Nó] ghi nhận chế độ gia đình trị thời hiện đại".
Sau đó, Frank C. Child, một nhà kinh tế học của MSUG, người đã dành hai năm làm cố vấn cho dự án khi đi du lịch khắp miền Nam Việt Nam, đã viết cuốn Vietnam—The Eleventh Hour, xuất bản vào tháng 12 năm 1961. Tác phẩm này đi một bước xa hơn so với Jaffe và Taylor khi công khai gợi ý rằng "một cuộc đảo chính quân sự có thể là biện pháp duy nhất" để cứu vãn đất nước Việt Nam.
Các bài báo nêu trên đã khiến Diệm tức giận đến mức ông phải đề nghị Đại học Tiểu bang Michigan kiểm duyệt mấy vị giáo sư này. Ban quản lý trường đại học tỏ ra miễn cưỡng vì làm như vậy sẽ vi phạm quyền tự do học thuật. Mặt khác, MSU không muốn đánh mất bản hợp đồng béo bở với Việt Nam Cộng hòa nên đề nghị thận trọng hơn trong việc lựa chọn nhân sự, chỉ chọn những người hứa tuân thủ các điều khoản của hợp đồng và "viết các nghiên cứu khoa học, mang tính học thuật chứ không phải là những bài báo giật gân".
Tuy vậy, Diệm tỏ ra không bị dao động và đòi chấm dứt dự án này. Cả nhóm phải rời khỏi Việt Nam vào tháng 6 năm 1962.

## Phơi bày

Trang bìa tạp chí Ramparts tháng 4 năm 1966, miêu tả Bà Nhu là một hoạt náo viên của Đại học Tiểu bang Michigan. Hình ảnh cố ý gây hiểu nhầm; như Fishel đã nói, "Không có tình yêu nào bị mất đi giữa Bà Nhu và MSU".

Bốn năm sau khi MSUG giải thể, một bài báo có tựa đề "The University on the Make", đã xuất hiện trên tạp chí Ramparts. Các biên tập viên Warren Hinckle, Robert Scheer và Sol Stern đã viết bài báo này với sự cộng tác của nhà kinh tế học Stanley K. Sheinbaum, từng là điều phối viên dự án cơ sở chính của MSUG từ năm 1957 cho đến khi ông rời trường đại học này "vì nhiều lý do" vào năm 1959. Rút ra từ các bài báo của Jaffe–Taylor và sự bất mãn của Sheinbaum với dự án, bài báo đã vẽ nên một bức chân dung sống động về Fishel như một "nhà điều hành" đầy tham vọng, có nhiều quyền lực và ảnh hưởng với Diệm hơn là Đại sứ Hoa Kỳ, MSU với tư cách là một "tổ chức mới phất lên" sẵn sàng đánh đổi tính liêm chính trong học thuật để có được vai trò nổi bật trên trường thế giới, và MSUG với tư cách là kẻ âm mưu hiểu biết và sẵn lòng với CIA.
Bài viết của Ramparts chủ yếu dựa vào cuốn sách Technical Assistance in Vietnam xuất bản năm 1965, nhưng phần lớn đã bỏ qua các khía cạnh nghiên cứu học thuật và đào tạo giảng viên của dự án quản lý cảnh sát. Thay vì đề cập đến việc thành lập Học viện Cảnh sát Quốc gia và trường chỉ huy cấp cao Sở Mật thám, nơi nhân viên MSUG "lên kế hoạch chương trình giảng dạy và làm giảng viên trên lớp", thì có ngụ ý rằng dự án này không đòi hỏi nhiều điều gì hơn ngoài việc huấn luyện sử dụng súng và giải ngân mấy cái còng tay. Nó cũng tập trung chặt chẽ vào mối liên hệ của CIA và ngoại suy câu "nhóm Đại học từ chối cung cấp vỏ bọc cho đơn vị này [sau năm 1959]" có nghĩa là MSUG trước đó đã cung cấp vỏ bọc cho công việc "áo choàng và dao găm". Trong phần kết luận, bài báo đã hạ thấp toàn bộ dự án MSUG xuống thành một dòng duy nhất có tính chất kích động: "Dù sao thì một trường đại học đang mua súng làm cái quái gì vậy?"
Bài báo của Ramparts đã cố tình bới móc, xuyên tạc và kịch tính hóa nhiều "sự thật" của nó; một số trong đó sau đó đã được thừa nhận là không đúng sự thật. Tuy nhiên, nó đã tiếp cận được đối tượng mục tiêu và cung cấp nguồn sinh lực mạnh mẽ cho phong trào phản chiến non trẻ. Cùng với vấn đề rõ ràng về việc CIA hoạt động dưới vỏ bọc một trường đại học, ngày càng nhiều sinh viên và giảng viên Mỹ bắt đầu đặt câu hỏi về việc sử dụng các viện giáo dục bậc cao làm công cụ cho chính sách đối ngoại của Mỹ.

## Hậu quả
Đại học Tiểu bang Michigan, giống như nhiều trường đại học Mỹ, tiếp tục ký hợp đồng cho các chương trình hỗ trợ kỹ thuật ở nước ngoài nhưng chẳng bao giờ đạt được quy mô như Đoàn Cố vấn Đại học Tiểu bang Michigan nữa. Cuối cùng, MSU nhận được rất ít lợi ích học thuật từ "chuyến phiêu lưu ở Việt Nam" của mình. Không có khóa học mới hoặc chương trình nghiên cứu đặc biệt nào được bắt đầu tại cơ sở nhà trường, và trong số 18 giáo sư được bổ nhiệm từ East Lansing, 5 người đã không quay lại trường và 4 người khác đã rời đi trong vòng hai năm kể từ khi họ trở về. Một kết quả gián tiếp là Phòng Nghiên cứu và Chương trình Quốc tế, được thành lập vào năm 1956 để cung cấp sự điều phối và hỗ trợ hành chính cho dự án Việt Nam (cũng như các dự án ở Colombia, Brasil và Okinawa). Năm 1964, cơ quan này nhận được cả một trụ sở mới mà ngày nay gọi là Trung tâm Quốc tế; tòa nhà trị giá khoảng 1,2 triệu USD và được tài trợ một phần từ số tiền thu được từ 25 triệu USD mà MSUG nhận được từ chính phủ Mỹ trong hợp đồng 7 năm tại Việt Nam (phần lớn trong số đó dùng để trang trải trang thiết bị, tiền lương, chi phí thực địa và chi phí hành chính).
Trong bối cảnh phong trào phản đối chiến tranh ngày càng gia tăng, Chủ tịch John Hannah đành rời bỏ MSU vào năm 1969 để đứng đầu Cơ quan Phát triển Quốc tế Hoa Kỳ, cơ quan kế nhiệm Cơ quan Hợp tác Quốc tế đã khởi xướng nên bản hợp đồng MSUG. Mặc dù việc ông đột ngột rời bỏ MSU có thể gợi ý điều ngược lại, nhưng Hannah không nghi ngờ tính đúng đắn của dự án này. Nhiều năm sau, ông tuyên bố, "Chúng tôi chưa bao giờ cảm thấy trường Đại học cần phải xin lỗi... vì những gì chúng tôi đã cố gắng làm ở Việt Nam. Tôi nghĩ rằng nếu Đại học Tiểu bang Michigan phải đối mặt với lựa chọn tương tự một lần nữa trong bối cảnh tương tự, họ có thể đồng ý hỗ trợ Chính phủ Mỹ như chúng tôi đã làm lúc đó". Người thay thế tạm thời cho Hannah trên cương vị chủ tịch là giáo sư kinh tế Walter Adams, vốn từ lâu nghi vấn về tính hiệu quả của các chương trình hỗ trợ kỹ thuật của trường đại học này và vào năm 1961, đã khuyến khích Jaffe và Taylor xuất bản cuốn A Crumbling Bastion.
Giáo sư Wesley Fishel đã bị MSU coi thường vì vai trò của ông trong dự án. Mặc dù đến năm 1962, ông đã trở nên "vỡ mộng trước các chính sách độc tài của Diệm," Fishel không thể chấp nhận một bài báo ủng hộ Diệm mạnh mẽ mà ông đã viết vào năm 1959 có nhan đề "Vietnam's Democratic One-Man Rule". Những người phản đối cơ sở trường đại học này đều lên tiếng chỉ trích ông qua các tấm biểu ngữ và khẩu hiệu của họ và làm gián đoạn các lớp học của ông ấy. Tai tiếng của Fishel và sự căng thẳng khi liên tục bảo vệ hành động của mình được cho là đã góp phần gây ra các vấn đề về sức khỏe, và ông qua đời vào tháng 4 năm 1977, ở tuổi 57.